# تریویلیانو
تریویلیانو (به ایتالیایی: Trivigliano) یک کومونه در ایتالیا است که در استان فروزینونه واقع شده‌است. تریویلیانو ۱۲٫۷ کیلومتر مربع مساحت و ۱٬۷۴۳ نفر جمعیت دارد و ۷۸۰ متر بالاتر از سطح دریا واقع شده‌است.